# Balacra elegantissima
Balacra elegantissima är en fjärilsart som beskrevs av Embrik Strand. Balacra elegantissima ingår i släktet Balacra och familjen björnspinnare. Inga underarter finns listade i Catalogue of Life.